# 仁順伊
仁順伊（本名：金仁順，1957年4月5日—）是韓國流行音樂、靈魂樂歌手。他出生於京畿道抱川郡青山面白蟻里，1959年至1962年曾在京畿道漣川郡全谷面全谷里度過童年時期。現居住地為首爾市城東區聖水洞1街。
仁順伊迄今發行了19張專輯，其中包含14張正規專輯。他自出道以来持續活躍30年，在流行、民謠、舞曲、迪斯可、爵士、韓國演歌（Trot）、韓國傳統音樂和搖滾等不同音樂種類，都能很好的演繹，出色的演唱實力，因此被評為韓國優秀的女歌手之一。
1995年獲得KBS放送大賞最佳女歌手獎，2004年及次年獲得KBS歌謠大賞。 1997年榮獲韓國國民勳章木蓮章(四級) ，2006年榮獲婦女報主辦未來女性領袖獎；2017年於平昌冬季奧運會擔任宣傳大使，參與聖火傳遞主題曲的演唱；2013年為了多元文化家庭的兒童在江原道建立了哈米爾學校(Haemill School)。 

## 生平

### 1957–1977：童年時期
仁順伊於1957年出生於京畿道抱川郡青山面白蟻里，母親是韓國人，父親是非裔美國人駐韓美軍。在當時外國人不多的南韓，仁順伊因爲顯而易見的混血外貌，受到了歧視和疏遠等，而經歷了很多困難。因爲這樣她還曾上傳了「上學的時候，最害怕站在別人面前"的文章。 仁順伊畢業於京畿道漣川市青山中學，但因家境困難而未能進入高中。 當時仁順伊還是一個沒有出過農村的天真孩子，金緩宣的姨母韓百熙来到她家，説想組建一個混血女子組合，鼓勵她以歌手身分出道，而成為歌手來養家糊口。

### 1978年-2003年：熙姐妹(회사매)和個人發展
1978年她以女子组合－熙姐妹（韓語：회사매，英語：Hee Sisters）的成員身份出道。熙姐妹主要製作演唱迪斯可風格，快節奏、充滿律動的音樂。  1978年7月1日，熙姐妹發行首張正規專輯，並憑藉主打歌《細柳（실버들）》在TBC音樂排行榜連續7周排名第一，獲得人氣。 在熙姐妹期間，仁順伊因出色的舞蹈技巧和強大的歌唱實力而受到關注，但她更因非韓混血的外貌受到注目。 1983年透過韓百熙組合「仁順伊和Rhythm Touch」，金緩宣和李真路擔任仁順伊的伴舞组合。 之後金緩宣和李真路離開了Rhythm Touch，成為Solo歌手。

## 音樂作品
- 1978年：熙姐妹第一張專輯 - 細柳 / 阿里郎我的愛
- 1979年：熙姐妹第二張專輯《那個人/我的心》
- 1979年：熙姐妹第三張專輯 - 望鄉 / 約定
- 1980：Destiny/一張車票
- 1981：不得不離開的那個人/誰
- 1982：只剩下悲傷/連哭都哭不出
- 1983：悲傷的早晨/每個夜晚/慾望
- 1984：美麗的我們國家/這裡是哪裡
- 1985：眼淚的信/無法忘懷
- 1987：一个叫埃琳娜的女人
- 1988：Special（走到那條街）
- 1989：Turning Point（渴望/美麗的你）
- 1991：女人（仰望天空/善良的女人）
- 1996 ：The Queen Of Soul（再次/分手練習）
- 1997：來自我靈魂深處
- 1997：Future & Memories（S.O.S / 第二次分手）
- 2001：My Turn（Tell Me/愛人）
- 2003年：Insooni Jazz
- 2004 年：A to Z（Tonight/Higher）
- 2009：Fantasia
- 2013：Umbrella
- 2015：皮諾丘（单曲）
- 2017年：2018 平昌冬奧會聖火傳遞主題曲

## 獎項
- 2016年韓國電視劇大賞OST獎

### 音樂節目第一名
| 年     | 獎項                                       |
| ------ | ------------------------------------------ |
| 2007年 | - 鵝之夢 - 11月16日KBS 《音樂銀行》 第一名 |

## 作品活動
電影
- 1982年 《黑女》主演
- 2005年《野獸與美女》飾 覺醒後的歌手（特別演出）
- 2007年《申重鉉最後的演唱会》（紀錄片）

## 外部連結
- 仁順伊哈米爾學校 （页面存档备份，存于）
- 仁順伊的Instagram帳戶
- 仁順伊的Facebook專頁
- YouTube上的仁順伊頻道
- 仁順伊官方網站 （页面存档备份，存于）